# Mariä Himmelfahrt (Rychnowo)
Die Kirche Mariä Himmelfahrt in Rychnowo (deutsch Reichenau) ist eine auf achteckigem Grundriss errichtete Holzkirche aus dem beginnenden 18. Jahrhundert und zählt zu den besterhaltenen Kirchen ihrer Art in Masuren. Bis 1945 war sie evangelisches Gotteshaus für das Kirchspiel Reichenau in Ostpreußen. Heute ist sie römisch-katholische Pfarrkirche in der polnischen Woiwodschaft Ermland-Masuren.

## Geographische Lage
Rychnowo liegt an der gleichnamigen Anschlussstelle der Schnellstraße 7 (Europastraße 77), die von Danzig bis nach Warschau und weiter bis Krakau und Rabka-Zdrój (Bad Rabka) führt. Die Woiwodschaftsstraße 542 von Działdowo (Soldau) über Dąbrówno (Gilgenburg)  verläuft durch das Dorf. Eine Bahnanbindung besteht nicht.
Die Kirche steht östlich der Hauptdurchgangsstraße in der Ortsmitte.

## Kirchengebäude
Eine erste Kirche dürfte es in Reichenau bereits im 15. Jahrhundert gegeben haben. Wann sie errichtet wurde und wie lange sie bestanden hat – darüber liegen keine Nachrichten vor.
Zu Beginn des 18. Jahrhunderts ergriff der Reichenauer Gutsbesitzer und Kirchenpatron Siegmund Ernst von Kikoll die Initiative zur Errichtung einer Holzkirche. Nach dreijähriger Bauzeit konnte die Kirche 1714 eingeweiht werden. Auffallend sind ihr achteckiger Grundriss, der freistehende Glockenturm sowie die Vorhalle im Süden und die Sakristei im Norden, die beide angebaut sind. Das Dach besteht aus acht Flächen und war ursprünglich mit Schilf gedeckt, das durch Dachziegel ersetzt wurde.
Das Kircheninnere ist mit zahlreichen kunstvollen Malereien versehen. An der flachen Holzdecke befindet sich ein großes Gemälde des Sündenfalls. Gemalt hat es vermutlich Gottfried Hintz aus Königsberg (russisch Kaliningrad). Der spätgotische Altar, datiert 1518, zeigt in der Mitte die Krönung Mariens. Die Seitenflügel zeigen Bilder aus dem Leben von Jesus und Maria in Anlehnung an Vorlagen von Albrecht Dürer, entstanden 1517 und – später hinzugefügt – 1558. Den Sockel des Altars ziert eine Abbildung des Leichnams Christi zwischen dem Hl. Georg und der Hl. Katharina und stammt wohl von einem Künstler des Meisters Paul in Danzig. Auf dem Altartisch befinden sich drei Engelfiguren.
Am Anfang des 18. Jahrhunderts entstand – wie auch der Taufengel und das Patronatsgestühl – die geschnitzte und bemalte Barockkanzel mit Darstellungen der Predigt Jesu auf dem Berg und auf dem See sowie der Evangelisten und des Ölbergs. Der Maler war derselbe wie der des Abendmahls Jesu auf der Rückseite des Altarsockels. Unweit der Kanzel befindet sich die Tür zur Sakristei mit Abbildungen der Heilung der Aussätzigen sowie der Taufe Jesu.
Die verzierten Kirchenbänke stammen aus der ersten Hälfte des 18. Jahrhunderts. Das Eingangsportal der Kirche zeigt den Apostel Petrus mit einem Schlüssel. An den Wänden der Kirche sind die übrigen elf Apostel zu sehen. Versteckt hinter dem Altar befindet sich ein Wandgemälde mit einer Darstellung des Reformators Martin Luther.
Der freistehende Glockenturm beherbergt eine Glocke aus dem Jahre 1922. Ihre Vorgängerin wurde wohl im Ersten Weltkrieg für Munitionszwecke eingeschmolzen.
Bis 1945 war die Reichenauer Kirche ein evangelisches Gotteshaus. Nach 1945 wurde sie der römisch-katholischen Kirche übereignet, die umfangreiche Renovierungsarbeiten vornehmen ließ und sie Mariä Himmelfahrt widmete. Die Kirche zählt zu den besterhaltenen Kirchen in Masuren.

## Nachbau
Wegen ihrer Bedeutung hat sie eine Nachbildung bekommen, die zwischen 1910 und 1913 im damalig ostpreußischen Königsberg entstanden ist. Das Museum wurde zwischen 1938 und 1942 nach Hohenstein (polnisch Olsztynek) – nicht weit von Reichenau entfernt – verlegt und nennt sich Freilichtmuseum der Volksbauweise (auch: Skansen-Museum). Die Kirche dort ist ein originalgetreuer Nachbau, bis auf zwei Ausnahmen:
- der neben der Kirche stehende Glockenturm stammt von der Kirche in Manchengut (polnisch Mańki), wo er 1685 aufgestellt worden war,
- der Altar entstammt der Kirche Groß Rosinko (1938 bis 1945 Großrosen, polnisch Rożyńsk Wielki) und ist ein Werk des Meisters Wencelaus Paristus.

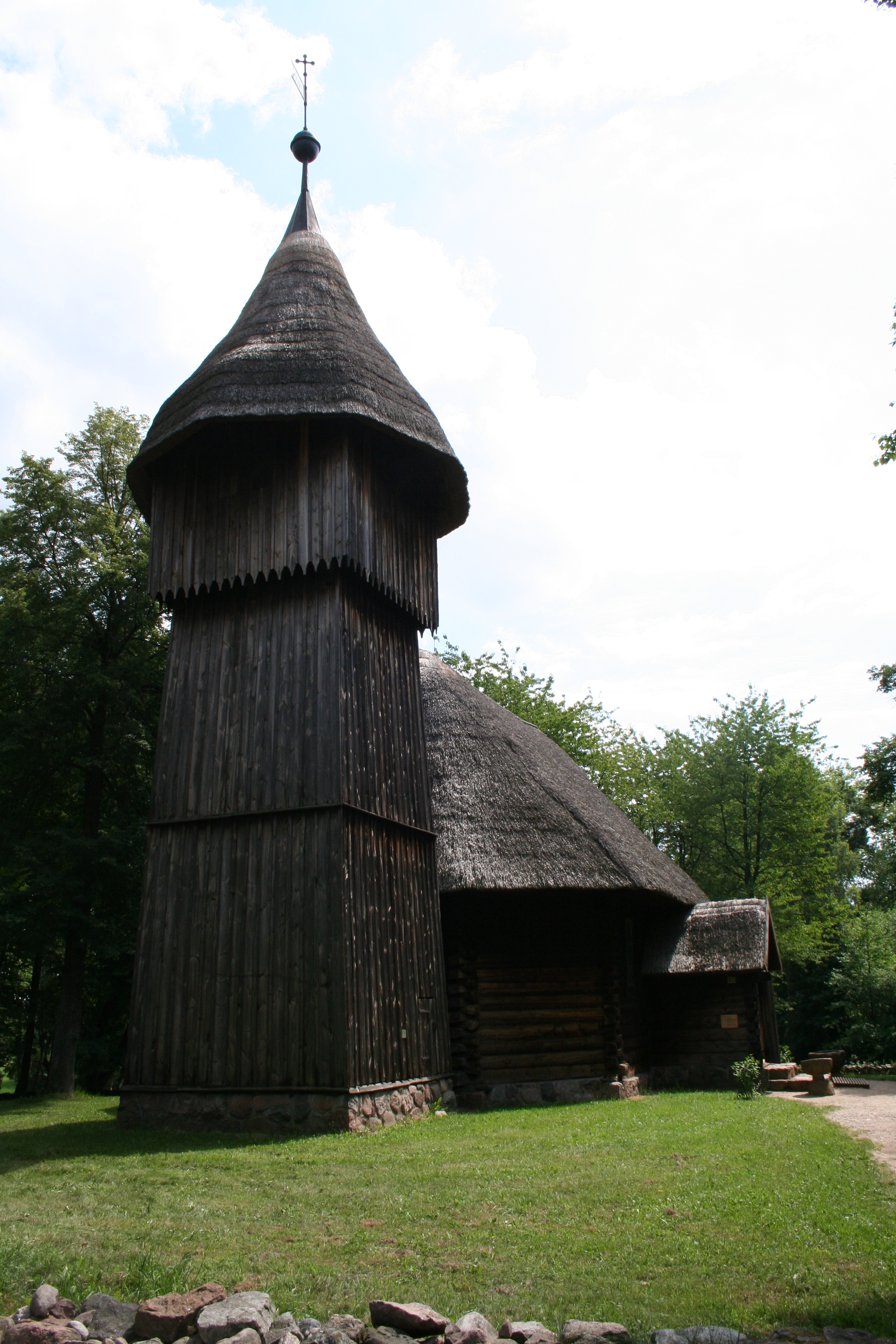
Nachbau der Kirche im Freilichtmuseum mit dem Turm der Kirche in Manchengut

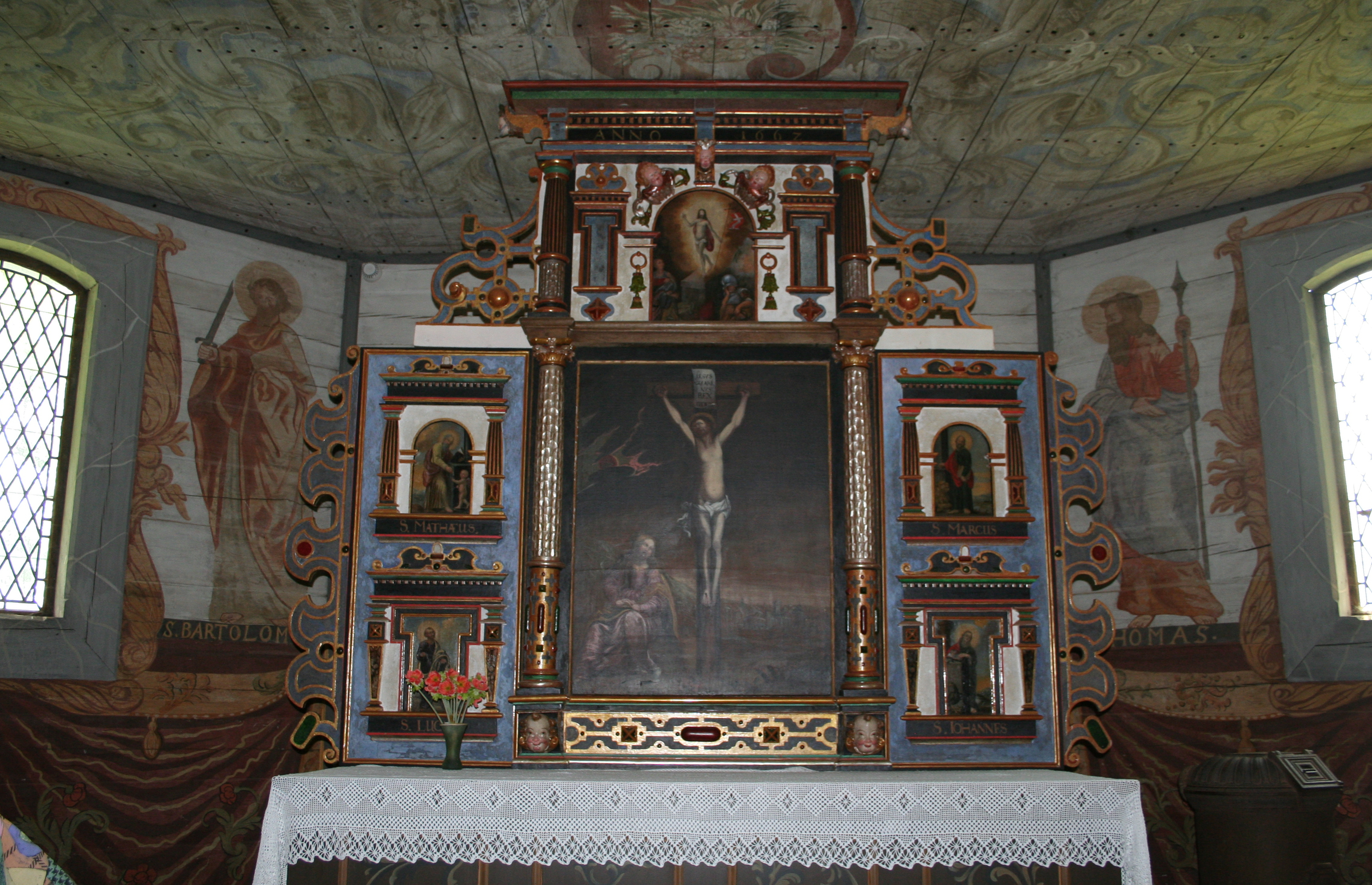
Der aus Groß Rosinko stammende Altar der Kirche im Freilichtmuseum

## Kirchengemeinde
Bereits in vorreformatorischer Zeit gab es in Reichenau eine Kirchengemeinde. Mit der Reformation übernahm sie das lutherische Bekenntnis.

### Evangelisch
Reichenau war als selbständige Kirchengemeinde eine Filialgemeinde von Geierswalde (polnisch Gierzwałd), mit dessen Kirchengemeinde sie sich den Pfarrer „teilte“. Zu Beginn des 20. Jahrhunderts kam es zum Zusammenschluss der Kirchengemeinden Geierswalde, Groß Kirsteinsdorf (Kiersztanowo), Groß Pötzdorf (Pacółtowo) und Reichenau unter dem Pfarramt in Geierswalde als „Vereinigte Kirchengemeinden“. Sie waren bis 1945 in den Superintendenturbezirk Hohenstein (Olsztynek) im Kirchenkreis Osterode (Ostróda) innerhalb der  Kirchenprovinz Ostpreußen der Kirche der Altpreußischen Union eingegliedert.
Im Jahre 1925 belief sich die Zahl der Gemeindeglieder im Gesamtverband auf 2610, von denen 397 zum Kirchspiel Reichenau gehörten, dessen Kirchenpatronat die örtlichen Rittergutsbesitzer wahrnahmen.
Aufgrund von Flucht und Vertreibung der einheimischen Bevölkerung kam nach 1945 in dem dann „Rychnowo“ genannten Dorf das kirchlich-evangelische Leben zum Erliegen. Heute ist Rychnowo der Kirche Olsztynek, einer Filialkirche von Olsztyn (Allenstein) in der Diözese Masuren der Evangelisch-Augsburgischen Kirche in Polen zugeordnet.
Zum Kirchspiel Reichenau gehörten bis 1945 lediglich zwei Dörfer: Reichenau selbst sowie das Nachbardorf Sophienthal (polnisch Rychnowska Wola).
Die erhaltenen Kirchenbücher werden im Evangelischen Zentralarchiv in Berlin-Kreuzberg aufbewahrt.

### Römisch-katholisch
Die römisch-katholischen Einwohner Reichenaus waren bis 1945 in die Kirche in Osterode (polnisch Ostróda) im damaligen Bistum Ermland eingepfarrt. Nach 1945 siedelten sich in Rychnowo zahlreiche Neubürger an, die fast ausnahmslos katholischer Konfession waren. Sie übernahmen das bisher evangelische Gotteshaus als ihre Kirche, die sie mehrfachen Reparaturmaßnahmen unterzogen. Die nun der Himmelfahrt Mariens gewidmete Kirche ist heute Pfarrkirche und gehört zum Dekanat Grunwald im jetzigen Erzbistum Ermland. Zugehörig ist der Nachbarort Domkowo (Domkau) als Filialgemeinde.